# Sankt Görans hospital, Åbo
För andra betydelser, se Sankt Görans hospital (olika betydelser).

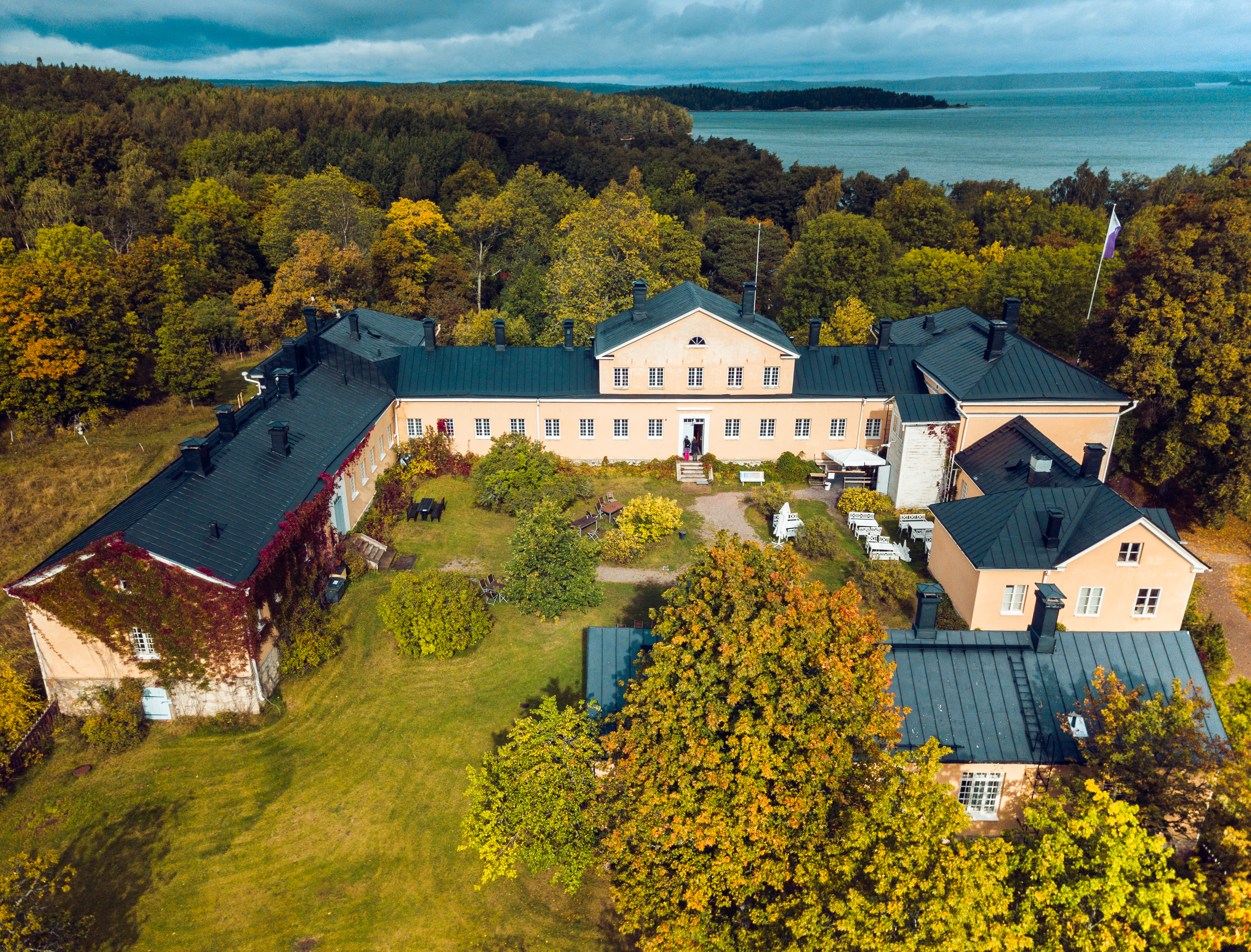
Själö Hospital 2019

Sankt Görans hospital i Åbo var ett sjukhus för spetälska. Hospitalet omtalas första gången år 1355. Det flyttades under åren 1622–1624 från Åbo till Själö i Nagu.

## Historik
Spetälskehospital inrättades i de svenska städerna från 1200-talet framåt och de förlades alla norr eller väster om det egentliga stadsområdet. Där har också hospitalet i Åbo legat, på den plats där Puolalabacken möter Lähde ängsmark men i dagens Åbo på tomten mellan Auragatan och den ortodoxa kyrkan. Till hospitalet hörde också ett kapell som har stått på tvären över dagens Auragata med en kyrkogård. Bostäder för personal och ekonomibyggnader fanns också. Platsen är utmärkt på Olof Gangius stadskarta av år 1634 och där har också utmärkts Helgeandshuset som flyttade till samma plats senast på 1590-talet.  
Hospitalet vid Åbo nämns första gången i skolmästaren Henrik Tempils testamente år 1355. År 1396 utfärdade ärkebiskopen i Uppsala och biskopen i Åbo indulgensbrev med 40 dagars avlat för dem som besökta de religiösa inrättningarna i och utanför Åbo, bland dem hospitalet och dess gudstjänst. År 1440 beslöt riksrådet att man också i Finland årligen skulle uppbära fyra penningar (spetalspengar) av varje hushåll för de spetälskas vård. Insamlingen övervakades av biskopen och slottsfogden. Till Sankt Görans hospitals underhåll hade också privatpersoner donerat tre hemman som betalade ränta till hospitalet. I början av 1520-talet var hospitalet förlänat åt präster som torde ha fått ta del av det ekonomiska överskottet. 
Vid reformationen indrogs alla barmhärtighetsinrättningar i Åbo med undantag för hospitalet och Helgeandshuset. Kungen utfärdade 1528 ett skyddsbrev för sådana inrättningar i städerna och också för sjukstugor i socknarna. Vid Arboga möte 1536 bestämdes närmare om vårdsystemets utformning. I varje stiftshuvudstad skulle finnas ett hospital för minst 30 sjuka och därtill en föreståndare och betjäning. De skulle ha ett årligt underhåll men kunde också sända ut ” bedjare” till socknarna för att be om hjälp. Hospitalet stod under stadens styrelses övervakning och denna skulle tillfrågas vid varje viktigt beslut. En präst skulle finnas och han stod under övervakning av stadsförsamlingens kyrkoherde. Kungen tog ett av åbohospitalets hemman till kronan vilket under 1500-talet ledde till att ekonomin blev mycket svårskött. De spetälska i Åbo fick dock 1544 tiondet från Masku och S:t Mårtens socknar vilket underlättade läget. Ändå räckte inkomsterna år 1568 bara till hälften av utgifterna. De sjuka var då 39 personer. Hospitalets föreståndare reste till kungen för att få hjälp medan en bedjare sändes ut på landsbygden för att försöka få donationer.
Efter det nordiska sjuårskriget, då hospitalet hade fått förfalla, lät Johan III 1570–1573 helt och hållet nybygga både hospitalet och Helgeandshuset. Prästens lön skulle därefter gå från slottets kassa. En stor donation fick man 1573 genom ett arv men redan 1578 var krisen tillbaka och man måste låna spannmål från slottet. Staden brann 1593 och året efter uppfördes nya byggnader för både hospital och Helgeandshus i Puolalabacken. Sedan början av Gustav Vasas regering hade de två inrättningarna haft en gemensam föreståndare men nu slogs de ihop till en inrättning, kallad hospital, med en Sankt Görans-sida och en Helgeands-sida. En ny brand 1601 tvingade myndigheterna att uppföra hospitalets byggnader på nytt. År 1619 fattade kungen beslutet att flytta hospitalet till Själö i Nagu. Den nya anläggningen stod färdig 1623 och de gamla byggnaderna vid Åbo brändes. Hospitalets räkenskaper för år 1624 anger att av invånarna var 50 spetälska och 20 helgeandspersoner. Kapellet togs ned 1624 och uppfördes på nytt på Själö, där det tjänade fram till 1733 då en ny kyrka uppfördes på samma plats. Med kyrkan följde en del inventarier, främst den före 1453 av Sven guldsmed i Åbo tillverkade förgyllda nattvardskalken med paten. Den sista spetälskepatienten på Själö hospital avled 1785.